# تاترا ۱۰
تاترا ۱۰ (Tatra ۱۰) خودرویی است که در سال‌های ۱۹۱۵ تا ۱۹۱۸ NW U (۱۰ produced)۱۹۲۰ - ۱۹۲۷ Tatra ۱۰ (۱۲۹ produced)در موراوی تولید شده‌است.
طراحی آن خودروهای موتور جلو-محور عقب بوده طول آن در حالت طبیعی ۴٬۹۰۰ میلیمتر (۱۹۲٫۹ اینچ) و  عرض آن در حالت طبیعی ۱٬۸۰۰ میلیمتر (۷۰٫۹ اینچ)  است. 